# Église Saint-Pierre de Pont-Rémy
Pour les articles homonymes, voir Église Saint-Pierre.
L'église Saint-Pierre est une église catholique située à Pont-Remy, dans le département de la Somme, entre Abbeville et Amiens sur la Somme.

## Historique
La précédente église de Pont-Rémy avait été construite au XVe siècle près du château féodal. Sa vétusté conduisit la municipalité à décider la construction d'un nouveau lieu de culte au centre du village. La construction dura de 1867 à 1871.

## Caractéristiques
L'édifice de pierre et brique a été construit selon un plan basilical traditionnel avec une nef à bas-côtés et un chœur. La façade est percée de trois portails surmontés chacun d'une rosace. Au-dessus du portail principal, le clocher domine avec son toit en ardoises. L'église est voûtée d'ogives mais les fenêtres sont en plein-cintre.
On a replacé dans les verrières, les vitraux du XVe siècle qui étaient dans l'ancienne église. Ils sont classés monuments historiques. En 1950, ont été posés des vitraux modernes. L'église conserve également une statue de Vierge à l'Enfant, en argent martelé, datant de la fin du XVIe siècle.
La cloche est datée de 1610       classée  monument historique.
Cette église a une particularité, contrairement à ses consœurs locales qui ont des piliers en pierre pour soutenir la voute principale. Dans cette église, ces piliers ont été remplacés par des piliers en fonte par l'architecte François Céleste Massenot collaborateur de Violet le Duc, inspecteur des monuments historiques de la Somme. Avec l'architecte des bâtiments de France l'ensemble de l'église est en cours de classement.

## Photos

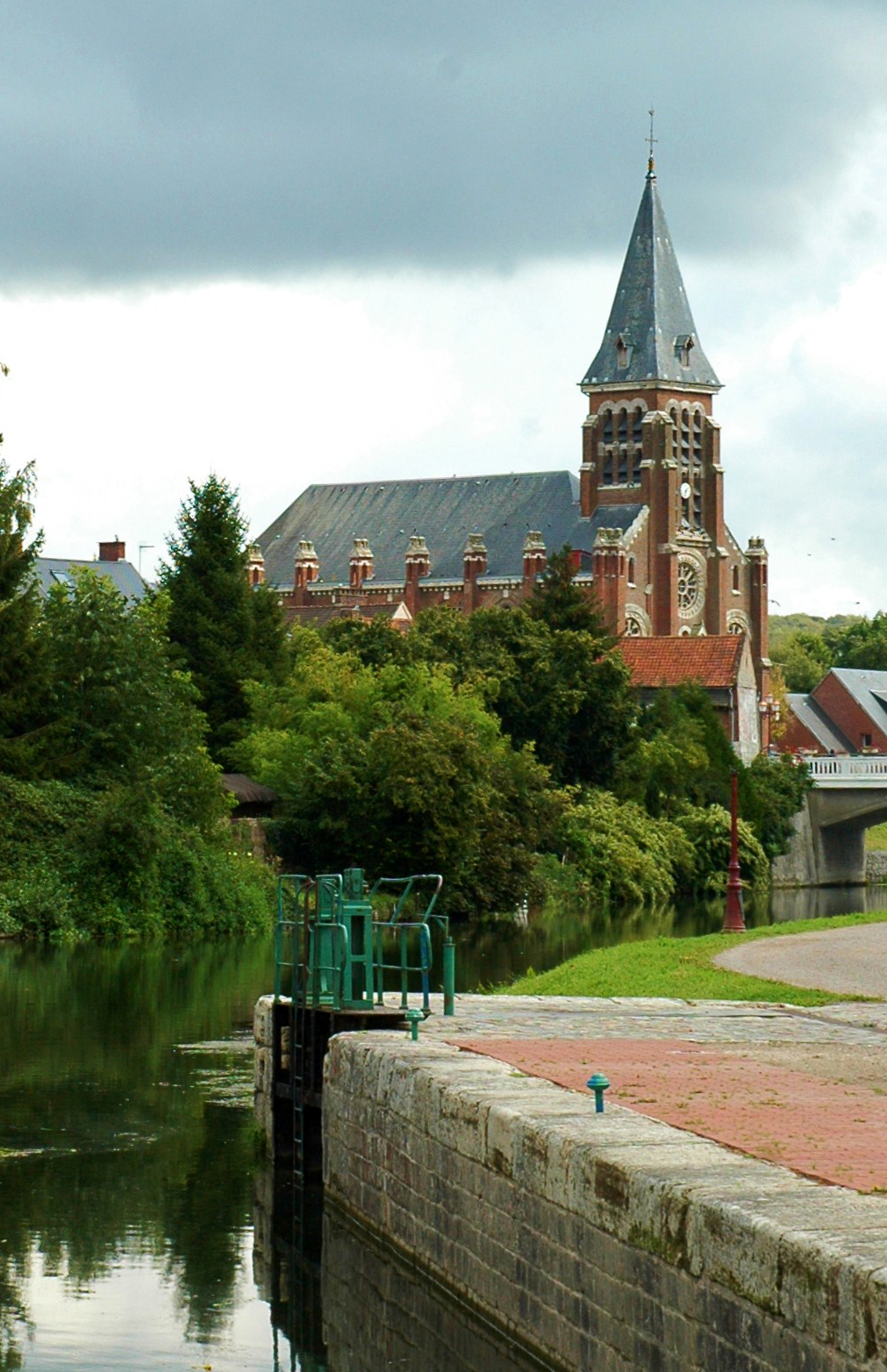
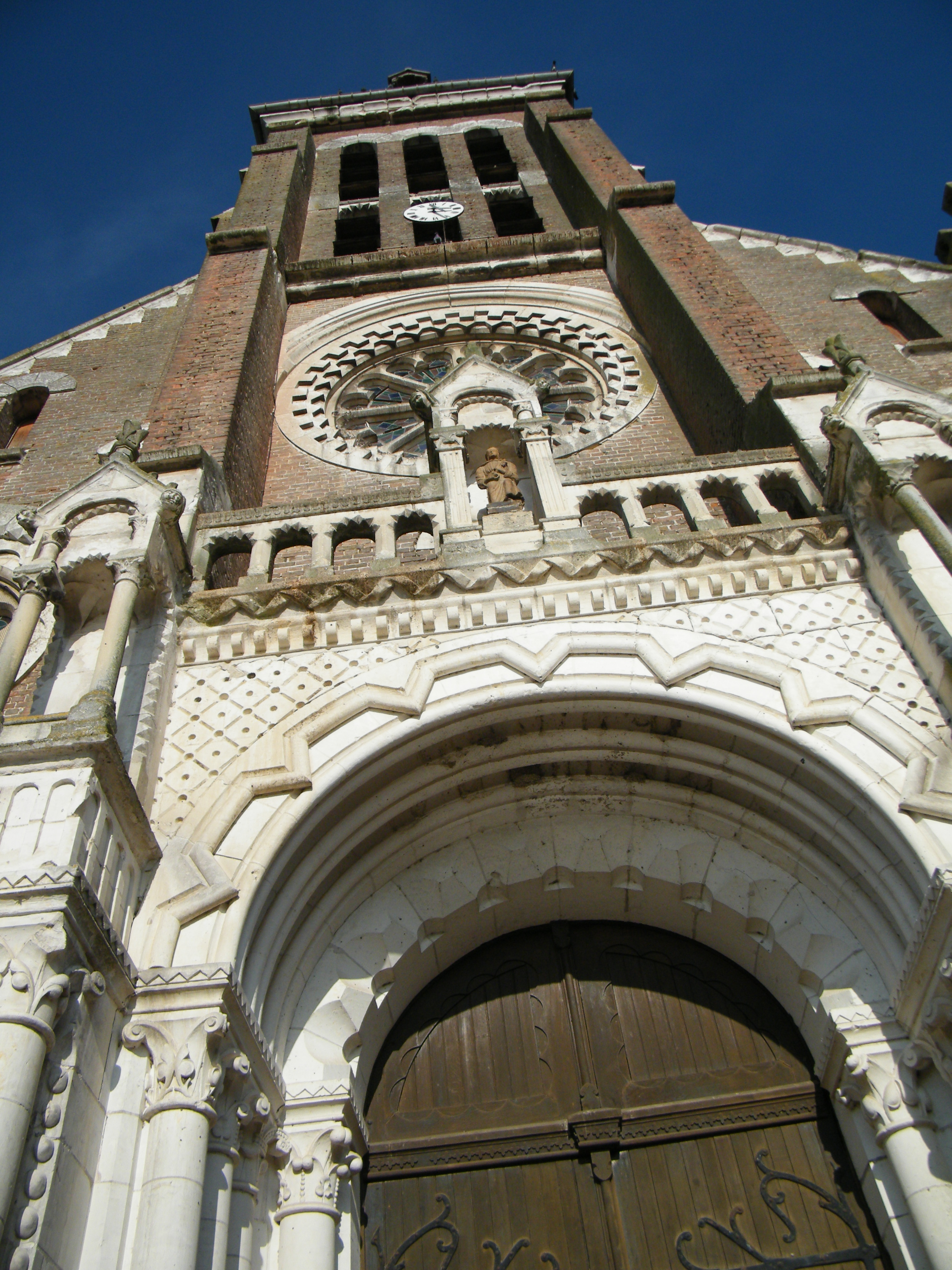
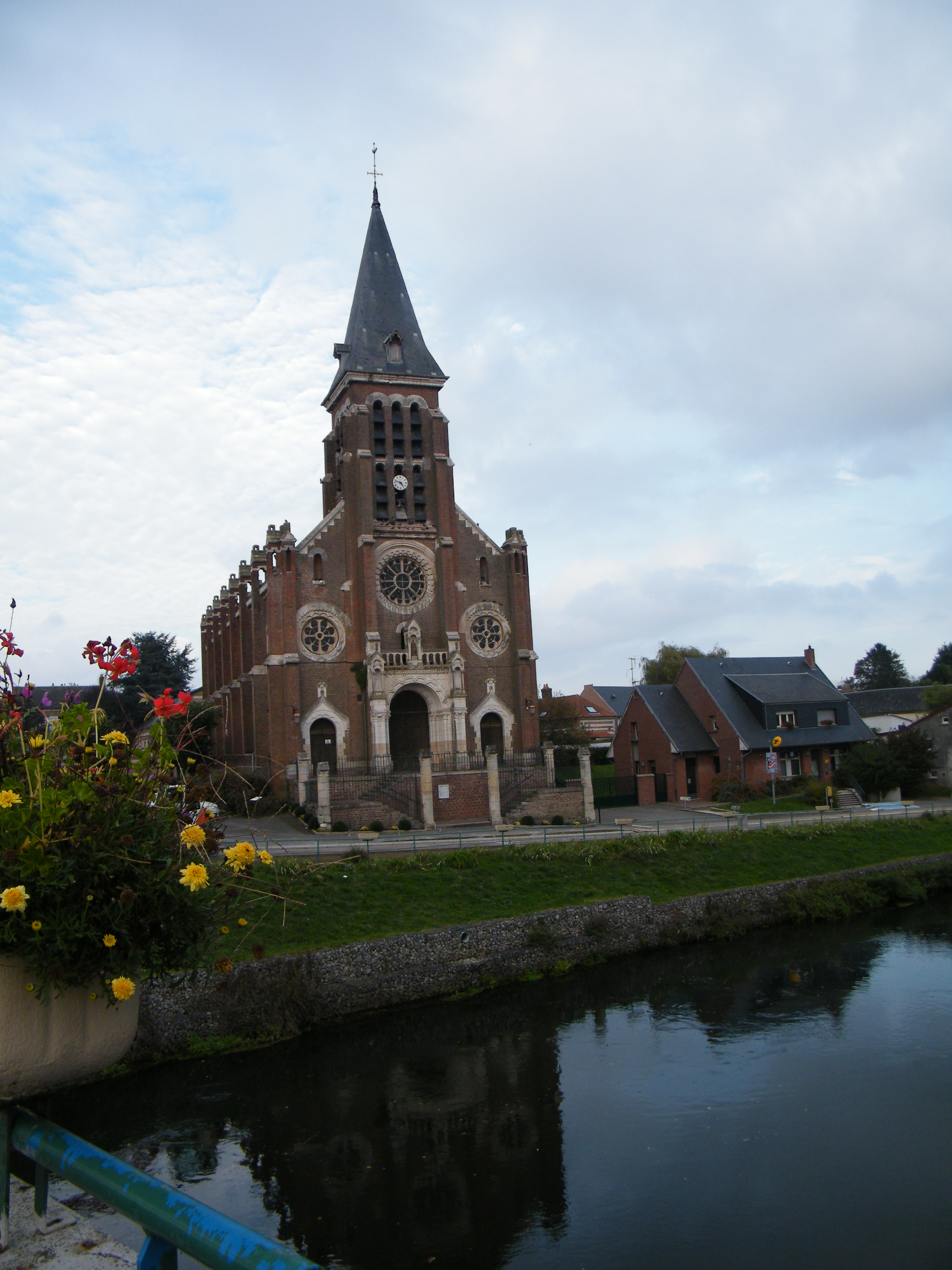